# Michaël Borgia
Michaël Borgia ist das gemeinsame Pseudonym der französischen Schriftsteller Pierre Rey und Loup Durand.
Zusammen schrieben sie die Romanreihe TNT, in der es um einen Journalisten mit übernatürlichen Fähigkeiten geht. Die neun Romane erschienen zwischen 1978 und 1980 im Verlag von Robert Laffont. Die Comicversion TNT entstand mit Hilfe von Loup Durand.